# Heiner Roetz
Heiner Roetz (* 7. Januar 1950 in Winterberg) ist ein deutscher Sinologe. Er ist Professor für die Geschichte und Philosophie Chinas an der Ruhr-Universität Bochum. Roetz war zeitweise Dekan der Fakultät für Ostasienwissenschaften und von 2000 bis 2003 Vorsitzender der Deutschen Vereinigung für Chinastudien e. V. (DVCS). Von 2002 bis 2006 war er Sprecher der DFG-Forschergruppe Kulturübergreifende Bioethik.

## Leben
Nach dem Studium der Sinologie und Philosophie an der Johann Wolfgang Goethe-Universität in Frankfurt am Main promovierte er 1983 und habilitierte sich 1990 in Sinologie. Seine Forschungsschwerpunkte sind: Chinesische Ethik, Chinesische Religionsgeschichte, Geschichte des Konfuzianismus, Chinesische Kultur und Menschenrechte, Tradition und Moderne in China.
Roetz bezieht sich auf die Diskursethik Karl-Otto Apels und vertritt – als Minderheitsposition unter den deutschen Sinologen – ein Verständnis seiner Wissenschaft, wonach sinologische Themen nicht nur fachintern, sondern auch öffentlich zu verhandeln sind, darunter auch solche, die politisch relevant sind.
Anlässlich der Verleihung des Friedensnobelpreises an Liu Xiaobo im Dezember 2010 organisierte Roetz als einziger deutscher Sinologe eine Podiumsdiskussion zu den Umständen der Verleihung und den Menschenrechtsverletzungen in der Volksrepublik China. Er beschäftigt sich mit den Vorstellungen Liu Xiaobos zu Demokratie und Menschenrechten, die auf der europäischen Geistesgeschichte des 18. und 19. Jahrhunderts beruhen – Liu lehnt die Berufung auf chinesische Traditionen ab – und stellt die These auf, dass Konfuzius und seine Schüler bereits einige dieser Ideen vorweggenommen haben und daher der Menschenrechtsdiskurs mit genuin chinesischen historischen Ideen partiell vereinbar ist. Auch in weiteren chinesischen philosophischen Traditionen, wie bei Mo Di im 5. Jahrhundert v. Chr., der den „Primat des besseren Arguments“ hervorhob, sind laut Roetz solche Tendenzen zu finden. Er wendet sich gegen die neueren kulturalistischen Auffassungen in den Geistes- und Sozialwissenschaften – auch und besonders in der Sinologie –, die explizit die universelle Bedeutung von Demokratie und Menschenrechten verneinen aufgrund unvereinbarer historischer und kultureller Unterschiede und kritisiert den wachsenden Einfluss der Volksrepublik China auf die westliche Sinologie.
Anfang April 2011 setzte sich Roetz wiederum kritisch mit der offiziellen Politik der VR China und der Reaktion deutscher Institutionen darauf auseinander. Der Künstler und Dissident Ai Weiwei war am 3. April 2011 inhaftiert und an einen bisher unbekannten Ort verbracht worden. Gleichzeitig organisierten drei deutsche Museen die Ausstellung Die Kunst der Aufklärung in Peking. In seinem Artikel China, Ai Weiwei und die Aufklärung. Die Kritik der reinen Anti-Vernunft schreibt Roetz, sich auf die deutschen Aufklärer Immanuel Kant und Christian Wolff beziehend:

„Die Freiheit des eigenen Urteils einzufordern, war nicht nur im Preußen des 18. Jahrhunderts ein gefährliches Unterfangen; sie ist es auch im China der Gegenwart. Die anciens regimes hier wie dort fürchten die «Emanzipation des Geistes von den Institutionen», wie Madame de Staël die Aufklärung bündig auf den Begriff brachte. Es stellt eine für die Regierenden Chinas unangenehme Verbindung her, dass auch die Tiananmen-Bewegung sich als «neue Aufklärung» verstand.“

Roetz referiert den Universalgelehrten Wolff, der von Konfuzius ausgehend postulierte, dem Menschen wohne eine natürliche Vernunft inne, so dass seine Handlungen moralisch sind und sich nicht nach den Bedürfnissen der Obrigkeit richten. Der Bochumer Sinologe bezieht diese Aussage auf die chinesischen Verhältnisse und resümiert:

„Bekundungen des aufrechten Ganges finden sich in vielen Teilen des konfuzianischen Kanons. Sie wurden schon von den Machtapologeten des antiken China der selbstverliebten Exzentrik verdächtigt.“

Auch gegen Ai Weiwei wird Roetz zufolge der Vorwurf des einzelgängerischen Außenseitertums erhoben. Der gegenwärtige Bezug auf Konfuzius sei lediglich „Fassade“. „Konfuzianismus und Aufklärung“ hält er für „eine gute Alternative“.
Ende Mai 2011 veranstaltete Heiner Roetz eine Podiumsdiskussion in der Universität Bochum zu den Menschenrechten in China am Beispiel Ai Weiweis.

## Publikationen (Auswahl)
- Mensch und Natur im alten China. Zum Subjekt-Objekt-Gegensatz in der klassischen chinesischen Philosophie. Zugleich eine Kritik des Klischees vom chinesischen Universismus. Peter Lang, Frankfurt 1984
- Die chinesische Ethik der Achsenzeit. Eine Rekonstruktion des Durchbruchs zu postkonventionellem Denken. Suhrkamp, Frankfurt/M. 1992
  - In Englisch: Confucian Ethics of the Axial Age. State University of New York Press, Albany 1994
- Konfuzius. Reihe: „Denker“. Beck, München 1995. 3. Aufl. 2006
- Hermeneutik der Ostasienwissenschaften. Einleitung zum thematischen Schwerpunkt. In: Bochumer Jahrbuch zur Ostasienforschung, Band 26, 2002
- Philologie und Öffentlichkeit. Überlegungen zur sinologischen Hermeneutik. In: Bochumer Jahrbuch zur Ostasienforschung, Band 26, 2002, S. 89–111
- Klassische chinesische Philosophie. Eine Einführung. Zusammen mit Hubert Schleichert. Klostermann, Frankfurt/M. 2009